# 大垣藩
大垣藩（おおがきはん）は、美濃国大垣周辺を支配した藩。藩庁は大垣城（今の岐阜県大垣市郭町2丁目）に置かれた。
江戸時代初期には短期間で藩主として4家が交替したが、寛永12年（1635年）以降は戸田家が10万石で入り、幕末・明治維新期まで存続した。

## 藩史

### 前史
大垣の地は美濃と近江国を結ぶ最重要拠点として重要視されていたため、斎藤道三と織田信秀による争奪戦も行われた程でもある。
織田信長の時代には西美濃三人衆の氏家直元、直元の死後は氏家直昌が城主となっている。豊臣秀吉時代には池田恒興、豊臣秀次、豊臣秀長、加藤光泰、一柳直末、豊臣秀勝、そして伊藤盛正と豊臣政権の重鎮が城主となっている。
慶長5年（1600年）の関ヶ原の戦いのとき、大垣3万石の領主だった盛正は西軍に与した。石田三成（西軍）にとっても、徳川家康（東軍）にとっても、大垣城を確保することは何よりも重要であった。なぜならば、戦場となる関ヶ原は大垣からわずかに西に位置するからであった。家康も関ヶ原の直前、大垣城の西北およそ一里にある岡山（関ヶ原戦勝後に勝山と改名）に布陣している程だが、三成は関ヶ原での決戦に臨んで大垣を放棄した。盛正は関ヶ原で敗北して改易となり、その後は家康の家臣・松平康重が大垣城在番として城を守備した。

### 江戸時代初期
慶長6年（1601年）2月、家康譜代の家臣・石川康通が上総国鳴渡から5万石で入った。しかし慶長12年（1607年）7月、康通が父の石川家成に先立って死去したため、家成が再び家督を継いで第2代藩主となった。慶長14年（1609年）10月、家成が死去すると、家督は養嗣子として迎えた石川忠総が継いだ。忠総が藩主の時代には大垣城に総堀が開鑿されている。忠総が大坂の陣で戦功を挙げたこともあって、元和2年（1616年）9月26日に豊後国日田藩に移封された。
元和2年（1616年）9月28日、下総国関宿藩より松平忠良（久松松平氏）が5万石で入る。治世約8年の後、寛永元年（1624年）5月18日に忠良が没すると、跡を継いだ松平憲良は幼少のため、同年9月に信濃国小諸藩へ移封された。
寛永元年（1624年）12月20日、丹波国福知山藩より岡部長盛が5万石で入る。寛永9年（1632年）11月に長盛が没し、岡部宣勝が藩主となったが、約半年後の寛永10年（1633年）3月19日に播磨国龍野藩へ移封された。
寛永10年（1633年）3月23日、山城国淀藩より松平定綱（久松松平氏）が6万石で入る。さきに藩主であった松平忠良と定綱は従兄弟の関係にあたる。定綱が大垣を治めたのは2年のみで、寛永12年（1635年）7月28日に伊勢国桑名藩へ移封された。

### 戸田家時代
寛永12年（1635年）、摂津国尼崎藩より戸田氏鉄が10万石で入って、以後は戸田家の支配で安定する。初代藩主・戸田氏鉄は寛永14年（1637年）の島原の乱で戦功を挙げる一方、地方知行制の廃止と俸禄制度の採用から新田開発、治水、治山、家臣団編成などに尽力して大垣藩政の基礎を固めた。また氏鉄は大垣城の整備を行い、明治に至る姿としている。このほか、氏鉄は文化事業でも儒学書を自ら著作するなどして発展させている。
第2代藩主・戸田氏信は明暦元年（1655年）、弟の戸田氏経、戸田氏好らに各4000石、戸田氏利に5000石を新田で分与した。
第3代藩主・戸田氏西は延宝2年（1674年）2月に弟の戸田氏広に新田2000石を分与した。延宝8年（1680年）からは延宝の大暇と称された藩政改革を行ったが、貞享元年（1684年）6月に死去したため、改革は失敗した。
第4代藩主・戸田氏定は貞享5年（1688年）7月、弟の戸田氏成に新田3000石を分与し、氏成は養父の氏利の知行と合わせて1万石を領する大名となり、大垣藩の支藩・大垣新田藩が立藩された。
元禄14年（1701年）3月、氏定の従弟である浅野長矩が吉良義央に刃傷を起こし切腹となる。長矩切腹を聞いた江戸の町人や浪人が、赤穂藩邸に忍び込んだり押し入ったりして暴れる者が続出し、人数は四、五十人にも及んだ。大垣藩からも取り締まりと警護のものが派遣されている。なお、氏定は連座により老中の命で5月まで出仕停止とされた。
第6代藩主・戸田氏英は延享4年（1747年）から延享の永御暇と称された藩政改革に着手したが、年貢増徴を行ったため明和3年（1766年）に百姓一揆が起こって失敗した。
第7代藩主・戸田氏教は上野国館林藩主・松平武元の実子であり、その縁故で老中に抜擢されて幕政に参与した。
第8代藩主・戸田氏庸は天保11年（1840年）、藩校である致道館（後の敬教堂）を創設した。
第9代藩主・戸田氏正は、城代の小原鉄心と共に藩政改革を行い、安政3年（1856年）には軍制改革も行った。第10代藩主・戸田氏彬も藩政改革を行うが、安政の大獄で挫折した。
第11代藩主・戸田氏共は第2次長州征伐に参加し、慶応2年（1866年）から藩政改革を断行している。慶応4年（1868年）1月の鳥羽・伏見の戦いでは大垣軍と新政府軍が戦い、朝敵に指定される（藩主の入京禁止）。しかし新政府に召されていた家臣の小原鉄心は直ちに大垣に帰国して先々代藩主である氏正とともに氏共や佐幕派を説得して尊王派に藩論を統一して謝罪、戊辰戦争では新政府軍に与して東山道軍の先鋒を務めている。そのため、明治元年8月には鳥羽・伏見の戦いに関連して同年4月に受けた処分が解除され、2年（1869年）6月に新政府から賞典禄3万石が下賜された。直後の版籍奉還で氏共は大垣藩知事に任じられる。明治4年（1871年）7月、廃藩置県により大垣藩は廃藩となり、大垣県を経て岐阜県に編入された。
明治17年（1884年）に華族令が公布されると、氏共は伯爵に叙せられた。氏共は昭和11年（1936年）まで存命して長寿を保った。また、家老の小原家は鉄心の明治維新時の活動が功績とされ、1900年（明治33年）に男爵に叙せられている。

## 歴代藩主

### 石川家
5万石 譜代
1. 石川康通（やすみち） 従五位下 長門守
2. 石川家成（いえなり） 従五位下 日向守
3. 石川忠総（ただふさ） 従五位下 主殿頭

### 松平（久松）家
2万石 親藩
1. 松平忠良（ただよし） 従五位下 甲斐守
2. 松平憲良（のりなが） 従五位下 因幡守

### 岡部家
5万石 譜代 
1. 岡部長盛（ながもり） 従五位下 内膳正
2. 岡部宣勝（のぶかつ） 従五位下 美濃守

### 松平（久松）家
6万石 親藩
1. 松平定綱（さだつな） 従四位下 越中守

### 戸田家
10万石 譜代
1. 戸田氏鉄（うじかね） 従四位下 采女正
2. 戸田氏信（うじのぶ） 従四位下 采女正
3. 戸田氏西（うじあき） 従四位下 但馬守
4. 戸田氏定（うじさだ） 従五位下 采女正
5. 戸田氏長（うじなが） 従四位下 伊勢守
6. 戸田氏英（うじひで） 従五位下 采女正
7. 戸田氏教（うじのり） 従四位下 采女正（奏者番・寺社奉行・側用人・老中）
8. 戸田氏庸（うじつね） 従五位下 采女正
9. 戸田氏正（うじまさ） 従四位下 采女正
10. 戸田氏彬（うじあきら） 従四位下 采女正
11. 戸田氏共（うじたか） 従四位下 采女正 侍従

## 家老（戸田家）
- 大高金右衛門家
大高一度－孝親（知行2000石）＝清度（孝親の弟）－重度＝在度（和田義知の子）－故度－道度－集度－喬度（文武館総裁・軍事総裁・家老）－幸一郎
- 戸田治部左衛門家
戸田永重（渋谷弥兵衛、元直江景明守役）＝直永（戸田正直の子知行1200石）－直茂－直方（知行1400石）＝直美（直方の弟）－直興－直澄＝直之（戸田精鉄三男、知行1000石）＝直安（直澄の子）－直喬（知行1400石）－直養（鋭之助、盛田昭夫の外祖父）
- 戸田縫殿家
戸田氏清（戸田氏信九男）－信晴（知行2000石）方局－信辰－信周－信敏－信博＝信起（戸田氏正の子）
- 戸田権大夫家
戸田利鉄（戸田氏鉄七男知行1300石）－利胤（如水）－鉄敏（知行1000石）知鉄＝精鉄（戸田真貞の子）－安鉄－章鉄－寛鉄（三弥、知行2300石）
- 戸田五郎左衛門家
戸田氏頼（戸田氏鉄四男知行1300石）－重春－頼雄（知行1000石）－輝頼－景頼－義頼－頼及－主税＝五郎右衛門（戸田三弥次男）
- 小原氏（大垣藩内750石・重臣）維新後、男爵。
小原忠豊（100石）－忠顕（城代750石）－忠珍＝忠辰（戸田儀右衛門義豊次男）－能右（850石）＝能令（戸田儀右衛門義泰四男500石）－忠行－忠寛（鉄心）＝忠迪

## 幕末の領地
- 美濃国
- 安八郡のうち - 90村

草道島村(367石2斗8升7合9勺9才4撮)・割田村(642石1斗7升4合0勺1才1撮)・切石村(269石8斗8升8合0勺0才0撮)・宮村(244石0斗7升2合9勺9才8撮)・西崎村(131石9斗5升1合0勺0才4撮)・室村(596石1斗1升4合0勺1才4撮)・南寺内村(170石6斗0升4合0勺0才4撮)・南頬村(303石4斗5升9合0勺1才5撮)・禾森村(1225石6斗0升8合0勺3才2撮)・今福村(521石8斗5升6合0勺1才8撮)・難波野村(118石7斗7升5合0勺0才2撮)・牧新田村(141石2斗9升2合0勺0才7撮)・深池村(265石7斗6升6合9勺9才8撮)・古宮村(1182石8斗2升4合9勺5才1撮)・平村(677石1斗1升7合0勺0才4撮)・直江村(460石7斗4升7合0勺0才9撮)・西高橋村(256石8斗6升3合0勺0才7撮)・東高橋村(188石8斗5升8合9勺9才4撮)・長沢村(484石4斗2升0合9勺9才0撮)・江崎村(357石7斗7升9合9勺9才9撮)・今宿村(847石4斗4升0合9勺7才9撮)・三塚村(734石6斗4升5合9勺9才6撮)・津村(318石3斗9升4合0勺1才2撮)・上開発村(1030石1斗8升0合0勺5才4撮)・大島村(447石4斗6升4合9勺9才6撮)・加賀野村(683石8斗5升4合9勺8才0撮)・貝曾根村(331石0斗1升1合9勺9才3撮)・高屋村(120石6斗1升7合9勺9才6撮)・犬ヶ淵村(257石8斗2升6合9勺9才6撮)・東前村(586石7斗4升4合0勺1才9撮)・藤江村(357石5斗7升4合0勺0才5撮)・林本郷村(575石1斗8升4合9勺9才8撮)・林中村(460石4斗8升0合0勺1才1撮)・林東村(482石4斗9升6合0勺0才2撮)・楽田村(1099石0斗5升7合0勺0才7撮)・中川村(667石0斗6升2合0勺1才2撮)・領家村(1198石5斗8升6合0勺6才0撮)・興福地村(483石6斗1升5合9勺9才7撮)・河間村(451石1斗8升6合0勺0才5撮)・笠木村(404石1斗5升3合0勺1才5撮)・笠縫村(292石8斗1升2合9勺8才8撮)・中野村(506石8斗2升2合9勺9才8撮)・一色村(482石9斗4升5合0勺0才7撮)・木戸村(1203石7斗8升2合9勺5才9撮)・大村(260石9斗3升7合9勺8才8撮)・三本木村(374石0斗8升7合0勺0才6撮)・万石村(234石5斗2升8合0勺0才0撮)・波須村(359石8斗6升2合0勺0才0撮)・沢渡村(367石0斗0升0合0勺0才0撮)・小野村(283石7斗0升4合0勺1才0撮)・下開発村(739石7斗7升0合9勺9才6撮)・東結村(1406石3斗1升0合0勺5才9撮)・新屋敷村(27石8斗6升8合9勺9才9撮)・下宮村(509石0斗5升4合9勺9才3撮)・川西村(260石0斗1升1合9勺9才3撮)・前田村(419石8斗8升6合9勺9才3撮)・八条村(442石2斗4升6合0勺0才2撮)・和泉村(194石3斗6升3合9勺9才8撮)・中沢村(408石4斗4升6合9勺9才1撮)・青木村(284石1斗4升4合0勺1才2撮)・市島村(187石7斗5升7合0勺0才4撮)・北方村(918石9斗1升1合0勺1才1撮)・南方村(659石6斗4升0合9勺9才1撮)・更屋敷村(366石7斗9升0合0勺0才9撮)・末守村(1150石2斗2升4合9勺7才6撮)・一色村(850石4斗7升3合0勺2才2撮)・田村(207石6斗1升9合9勺9才5撮)・安次村(314石2斗4升0合9勺9才7撮)・丈六道村(236石8斗1升1合0勺0才5撮)・曾根村(697石0斗0升0合0勺0才0撮)・瀬古村(940石0斗0升0合0勺0才0撮)・柳瀬村(1004石4斗5升0合9勺8才9撮)・加納村　707石7斗4升2合9勺8才1撮)・今村(1032石0斗5升2合0勺0才2撮)・小泉村(539石4斗8升7合9勺7才6撮)・横井村(736石2斗5升0合0勺0才0撮)・池尻村(1200石5斗8升2合0勺3才1撮)・釜笛村(441石5斗6升2合0勺1才2撮)・島里村(244石7斗4升2合0勺0才4撮)・友江村(201石5斗7升8合0勺0才3撮)・外花村(376石9斗6升8合9勺9才4撮)・川口村(952石4斗1升9合9勺8才3撮)・米野村(427石2斗6升3合0勺0才0撮)・内阿原村(725石6斗3升8合0勺才0才0撮)・築捨村(998石7斗6升7合0勺2才9撮)・浅草西村(859石1斗3升0合9勺8才1撮)・浅草東村(779石4斗4升2合9勺9才3撮)・浅草中村(883石6斗6升3合0勺2才5撮)・塩喰村(52石3斗4升6合1勺8才0撮)・豊喰新田村(334石5斗1升2合9勺3才9撮)	
- 石津郡のうち - 12村

下境村(462石8斗8升1合5勺3才1撮)・大里村(353石3斗6升4合0勺1才4撮)・安江村(120石6斗6升0合0勺0才4撮)・下一色村(221石2斗6升6合9勺9才8撮)・太田本新田村(79石5斗0升5合9勺9才7撮)・松山村(387石6斗7升9合9勺9才3撮)・馬沢村(120石0斗0升0合0勺0才0撮)・羽根村(257石5斗2升9合9勺9才9撮)・奥条村(210石0斗0升0合0勺0才0撮)・庭田村(133石6斗9升0合0勺0才2撮)・徳田村(121石3斗4升7合0勺0才0撮)・乙坂村(175石3斗8升0合0勺0才5撮)		
- 多芸郡のうち - 24村

志津村(848石5斗9升6合0勺0才8撮)・柏尾村(89石7斗0升9合9勺9才9撮)・勢至村(51石4斗5升9合9勺9才9撮)・鷲之巣村(501石7斗0升3合0勺0才3撮)・竜泉寺村(126石2斗7升9合9勺9才9撮)・野口村(877石3斗5升4合0勺0才4撮)・上笠村(234石1斗1升7合0勺0才4撮)・高淵村(155石5斗1升1合0勺0才2撮)・大塚村(　188石3斗6升0合0勺0才1撮)・安久村(94石1斗8升0合0勺0才0撮)・高畑村(226石1斗9升0合0勺0才2撮)・宇田村(1100石3斗6升4合9勺9才0撮)・豊村(242石5斗0升0合0勺0才0撮)・中村(245石3斗5升0合9勺9才8撮)・橋爪村(499石5斗7升1合0勺1才4撮)・石畑村(528石1斗0升9合9勺8才5撮)・上方村(354石0斗4升9合0勺1才1撮)・津屋村(520石5斗5升9合9勺9才8撮)・舟見村(42石8斗4升0合0勺0才0撮)・若宮村(12石6斗1升0合0勺0才0撮)・桜井村(218石2斗5升0合0勺0才0撮)・多芸島村(1525石6斗8升6合0勺3才5撮)・上屋村(187石5斗2升8合0勺0才0撮)・大外羽村(1150石2斗4升3合0勺4才2撮)		
- 不破郡のうち - 10村

徳光村(505石5斗1升9合9勺8才9撮)・中曾根村(710石3斗1升7合9勺9才3撮)・矢道村(440石7斗9升0合0勺0才9撮)・荒尾村(815石5斗1升0合0勺1才0撮)・昼飯村(636石7斗7升0合0勺2才0撮)・赤坂村(1081石1斗4升0合0勺1才5撮)・長松村(1634石4斗1升1合9勺8才7撮)・若森村(745石3斗2升0合0勺0才7撮)・青柳村(577石1斗1升7合0勺0才4撮)・与市新田(54石6斗7升1合0勺0才1撮)		
- 池田郡のうち - 53村（うち2村が廃藩置県後に笠松県に編入された。）

池田野新田(221石5斗9升8合0勺0才7撮)・東野村(300石4斗2升4合0勺1才1撮)・八幡村(226石9斗0升3合0勺0才0撮)・大門村(245石3斗8升0合0勺0才5撮)・溝尻村(261石9斗2升9合9勺9才3撮)・片山村(601石5斗2升6合9勺7才8撮)・市橋村(924石5斗4升4合9勺8才3撮)・藤代村(344石7斗3升0合0勺1才1撮)・田畑村(665石7斗8升4合9勺7才3撮)・小寺村(243石5斗2升0合0勺0才4撮)・宮地村(476石6斗7升5合9勺9才5撮)・小牛村(419石9斗9升7合0勺0才9撮)・段村(149石3斗0升4合0勺0才1撮)・舟子村(35石6斗2升4合0勺0才1撮)・市場村(462石7斗7升2合0勺0才3撮)・瑞岩寺村(89石4斗4升9合9勺9才7撮)・白樫村(513石9斗0升8合9勺9才7撮)・堀村(87石4斗3升8合0勺0才4撮)・和田村(394石2斗6升9合9勺8才9撮)・黒田村(221石1斗6升2合9勺9才4撮)・田中村(194石8斗9升1合9勺9才8撮)・萩原村(399石7斗7升4合9勺9才4撮)・本郷村(718石9斗0升8合0勺2才0撮)・上野村(365石2斗0升8合0勺0才8撮)・畑尻村(322石0斗1升1合9勺9才3撮)・広尾村(56石9斗8升1合9勺9才8撮)・三倉村(49石1斗2升2合0勺0才2撮)・外津汲村(90石8斗0升6合9勺9才9撮)・西津汲村(134石4斗8升5合0勺0才1撮)・日坂村(171石3斗5升2合9勺9才7撮)・羽根村(113石6斗4升3合9勺9才7撮)・川上村(51石8斗2升1合9勺9才9撮)・西村(96石4斗7升0合0勺0才1撮)・親村(63石6斗5升0合0勺0才2撮)・杉原村(83石8斗6升1合0勺0才0撮)・北村(129石4斗5升7合9勺9才3撮)・池戸村(19石5斗6升1合0勺0才1撮)・中郷村(51石8斗2升3合0勺0才2撮)・寺本村(120石5斗6升8合0勺0才1撮)・中山村(26石7斗7升5合0勺0才0撮)・香六村(40石0斗9升6合0勺0才1撮)・川合村(60石9斗8升0合9勺9才9撮)・上ヶ流村(47石3斗9升3合0勺0才2撮)・下ヶ流村(44石0斗9升4合0勺0才2撮)・坂本村(198石8斗1升5合0勺0才2撮)・種本村(183石5斗5升7合0勺0才7撮)・江渡村(76石9斗9升6合0勺0才2撮)・砂畑村(81石3斗5升5合0勺0才3撮)・上田村(378石8斗7升5合0勺0才0撮)・新宮村(154石2斗4升4合0勺0才3撮)・青柳村(163石7斗3升1合9勺9才5撮)・願成寺村(231石6斗5升3合0勺0才0撮)・粕河原新田(360石8斗9升4合3勺4才8撮)
- 大野郡のうち - 45村（うち2村が廃藩置県後に笠松県、4村が野村藩に編入された。）

島村(158石5斗2升6合0勺0才1撮)・西方村(515石0斗0升0合0勺0才0撮)・一ツ木村(554石7斗0升3合9勺7才9撮)・志名村(196石3斗4升5合0勺0才1撮)・上磯村(445石3斗0升9合9勺9才8撮)・岐礼村(525石6斗2升7合0勺1才4撮)・高科村(330石4斗8升3合0勺0才2撮)・大衣斐村(306石2斗6升0合0勺1才0撮)・古橋村(　407石8斗3升9合9勺9才6撮)・宝江村(465石1斗8升4合9勺9才8撮)・堤村(196石3斗8升4合0勺0才3撮)・横屋村(466石9斗4升7合9勺9才8撮)・北脇村(233石4斗1升9合9勺9才8撮)・大月村(457石7斗0升9合9勺9才1撮)・呂久村(592石3斗2升0合0勺0才7撮)・中宮村(356石8斗8升0合0勺0才5撮)・宮田村(520石0斗1升0合0勺1才0撮)・福島村(238石0斗2升0合0勺0才4撮)・森村(608石7斗9升9合9勺8才8撮)・政田村(835石7斗7升5合0勺2才4撮)・下磯村(464石8斗2升0合0勺0才7撮)・加納村(425石5斗1升9合9勺8才9撮)・相羽村(428石7斗9升9合9勺8才8撮)・野村(1470石8斗5升9合9勺8才5撮)・六里村(385石8斗9升9合9勺9才4撮)・桜大門村(278石5斗1升0合0勺1才0撮)・東黒野村(360石1斗4升9合9勺9才4撮)・西上秋村(1350石0斗0升0合0勺0才0撮)・木振村(59石2斗6升3合0勺0才0撮)・更地村(1493石7斗2升9合9勺8才0撮)・赤石村(127石0斗4升3合9勺9才9撮)・石神村(303石9斗4升0合0勺0才2・高屋村(　760石3斗4升4合9勺71撮)・屋井村(501石4斗2升0合0勺1才3撮)・有里村(362石1斗4升9合9勺9才4撮)・海老村(129石2斗2升9合9勺9才6撮)・下方村(457石7斗3升9合9勺9才0撮)・国領村(208石2斗5升9合9勺9才5撮)・谷汲村(56石3斗3升0合0勺0才2撮)・下長瀬村(354石2斗0升0合0勺1才2撮)・上長瀬村(322石1斗6升7合9勺9才9撮)・東津汲村(91石3斗2升0合0勺0才0撮)・樫原村(34石0斗0升9合9勺9才8撮)・宇津志村(21石4斗3升0合0勺0才0撮)・小津村(268石2斗2升0合0勺0才1撮)・本庄村(212石0斗9升1合0勺0才3・高尾村(159石2斗9升2合0勺0才7撮)・水鳥村(134石6斗7升7合0勺0才2撮)・大井村(129石0斗8升7合0勺0才6撮)・大河原村(42石3斗1升3合0勺0才0撮)・稲畑村(101石5斗4升2合0勺0才0撮)
版籍奉還後に、下岡島村	旧旗本領）岡田二之助知行　11石4斗8合6000が大垣藩領に加えられた。
- 本巣郡のうち - 31村

山口村(315石9斗2升9合9勺9才3撮)・神海村(118石3斗6升2合0勺0才0撮)・佐原村(86石4斗0升7合9勺9才7撮)・木倉村(94石9斗5升3合0勺0才3撮)・川内村(249石2斗5升3合0勺0才6撮)・奥村(118石1斗5升0合0勺0才2撮)・金原村(92石3斗7升9合9勺9才7撮)・平野村(28石7斗7升0合0勺0才0撮)・板所村(202石0斗2升4合9勺9才4撮)・市場村(61石2斗1升2合0勺0才2撮)・神所村(104石8斗7升5合9勺9才9撮)・中村(80石5斗1升4合9勺9才9撮)・越卒村(146石8斗5升4合9勺9才6撮)・門脇村(61石0斗9升2合9勺9才9撮)・長嶺村(130石6斗2升6合0勺0才7撮)・天神戸村(121石8斗0升6合0勺0才0撮)・長島村(67石3斗4升5合0勺0才1撮)・黒津村(75石1斗1升6合9勺9才7撮)・越波村(109石8斗1升3合0勺0才4撮)・上大須村(81石4斗3升0合0勺0才0撮)・下大須村(173石9斗2升5合9勺9才5撮)・松田村(84石5斗8升4合0勺0才0撮)・西小鹿村(15石4斗6升3合0勺0才0撮)・東小鹿村(23石4斗2升0合0勺0才0撮)・東坂屋村(157石0斗5升2合0勺0才2撮)・西坂屋村(92石6斗6升2合0勺0才3撮)・口谷村(34石4斗6升5合0勺0才0撮)・奥谷村(108石1斗4升3合9勺9才7撮)・樽見村(71石1斗4升9合0勺0才2撮)・内野村(121石8斗4升6合0勺0才1撮)・木知原村(76石4斗8升7合9勺9才9撮)
- 方県郡のうち - 2村（廃藩置県後に笠松県に編入された）

岩崎村(748石4斗8升4合0勺0才9撮)・東粟野村(345石7斗6升9合0勺1才2撮)

## 江戸幕府からの預地
上記のほか、厚見郡12村、石津郡5村、多芸郡11村、不破郡20村、安八郡16村、池田郡1村、大野郡6村、本巣郡23村、席田郡1村、方県郡6村の幕府領を預地としていたが、廃藩置県後は全域が笠松県に編入された。

### 厚見郡
左兵衛新田(124石8斗6升7合9勺9才6撮)・菅生村(194石6斗9升2合0勺0才1撮)・中島村(319石4斗8升0合0勺1才1撮)・西島村(258石9斗2升8合0勺0才9撮)・旦島村(593石1斗9升4合2勺7才5撮)・鏡島村(872石6斗8升4合0勺8才2撮)・江口村(98石4斗5升7合0勺0才1撮)・北島村(288石6斗7升8合9勺8才6撮)・東島村(553石1斗6升1合9勺8才7撮)・近島村(645石7斗1升8合0勺1才8撮)・萱場村(203石0斗7升2合9勺9才8撮)		

### 石津郡
外新田(86石4斗6升2合9勺9才7撮)・内新田(187石1斗2升5合0勺0才0撮)・中島村(585石8斗5升9合0勺0才9撮)・亀池新田(68石8斗3升3合0勺0才0撮)・下境村(270石3斗8升5合4勺0才6撮)・五日市村(77石4斗1升0合0勺0才4撮)・押越村(739石5斗1升0合9勺8才6撮)・大場村(68石4斗8升0合0勺0才3撮)			

### 多芸郡
大場新田(474石6斗4升0合0勺1才5撮)・岩道村(498石5斗3升3合9勺9才7撮)・上之郷村(616石0斗0升2合9勺9才1撮)・島田村(2696石6斗1升5合9勺6才7撮)・横屋村(517石3斗0升2合9勺7才9撮)・直江村(1094石6斗8升7合0勺1才2撮)・根古地村(498石5斗6升3合9勺9才5撮)・志津新田(400石2斗3升9合0勺14撮)・綾戸村(310石7斗6升4合0勺0才8撮)・室原村(1049石0斗5升0合0勺4才9撮)		

### 不破郡
福田村(847石7斗4升2合0勺0才4撮)・綾野村(2442石4斗4升6合0勺4才5撮)・檜村(783石5斗1升3合9勺7才7撮)・久徳村(716石0斗1升0合0勺1才0撮)・荒川村(1057石1斗8升0合0勺5才4撮)・栗原村(1829石0斗2升4合0勺4才8撮)・塩田村(352石7斗2升0合0勺0才1撮)・今須村(1886石6斗0升8合0勺3才2撮)・青野村(　868石4斗9升2合0勺0才4撮)・府中村(461石6斗4升8合9勺8才7撮)・野上村(516石9斗4升7合0勺2才1撮)・垂井村(704石9斗7升9合9勺8才0撮)・宮代村(1141石9斗3升7合0勺1才2撮)・松尾村(594石7斗9升9合9勺8才8撮)・青墓村(674石5斗7升0合0勺0才7撮)・大滝村(232石6斗1升3合0勺0才7撮)・島村(549石5斗8升0合9勺9才4撮)・表佐村(3401石8斗3升3合9勺8才4撮)		

### 安八郡
木戸村(128石1斗9合9升9勺9才7撮)・南波村(497石3斗8合0升0勺0才5撮)・楡俣村(1593石5斗1合1升9勺6才3撮)・福束村(1111石1斗4合5升0勺2才0撮)・楡俣新田(550石6斗2合4升0勺2才3撮)・海松新田(410石7斗3合7升0勺0才0撮)・福束新田(674石6斗5合5升0勺2才9撮)・西結村(1483石7斗9合0升0勺3才9撮)・西橋村(351石0斗3合5升0勺0才4撮)・下宿村(474石7斗3合5升9勺9才2撮)・里村(733石9斗2合9升0勺1才6撮)・中須村(346石7斗5合0升0勺0才0撮)・馬之瀬村(182石2斗4合2升9勺9才6撮)・馬之瀬新田(132石4斗7合0升9勺9才3撮)・藻池新田(282石6斗6合1升9勺8才7撮)・大藪村　(538石0斗2合3升0勺1才0撮)		

### 池田郡
八幡村(1232石6斗3升7合9勺3才9撮)	

### 大野郡
島村(158石5斗2升6合0勺0才1撮)・西方村(515石0斗0升0合0勺0才0撮)・一ツ木村(554石7斗0升3合9勺7才9撮)・志名村(196石3斗4升5合0勺0才1撮)・上磯村(88石1斗8升1合0勺0才0撮)・大衣斐村(306石2斗6升0合0勺1才0撮)・古橋村(407石8斗3升9合9勺9才6撮)		

### 本巣郡
上穂積村(861石4斗3升9合0勺2才6撮)・下穂積村(864石7斗0升3合0勺0才3撮)・下本田村(822石3斗6升4合9勺9才0撮)・西秋沢村(583石8斗3升6合9勺7才5撮)・野田新田(352石4斗7升0合0勺0才1撮)・野白新田(194石1斗6升9合0勺0才6撮)・牛牧村(1585石2斗1升1合0勺6才0撮)・内野新田(188石9斗0升3合0勺0才0撮)・下真桑村(1479石2斗3升5合9勺6才2撮)・十九条村(494石9斗7升0合0勺0才1撮)・上本田村(862石7斗7升8合9勺9才2撮)・只越村(847石8斗2升0合0勺0才7撮)・見延村(937石7斗4升7合0勺0才9撮)・早野村(666石6斗5升0合0勺2才4撮)・美江寺村(898石9斗1升3合0勺2才5撮)・十五条村(567石2斗4升4合9勺9才5撮)・小弾正村(79石9斗0升3合9勺9才9撮)・更屋敷村(178石8斗4升5合9勺9才3撮)・上真桑村(1825石4斗7升7合0勺5才1撮)・生津村(816石9斗6升6合9勺8才0撮)・別府村(1414石5斗8升7合0勺3才6撮)・前野村(351石7斗0升9合9勺9才1撮)		

### 席田郡
芝原村(301石2斗3升9合0勺1才4撮)	

### 方県郡
黒野村(81石9斗9升9合0勺0才1撮)・則松村(300石0斗0升0合0勺0才0撮)・芦敷村(503石6斗4升8合0勺1才0撮)・雛倉村(83石5斗1升0合0勺0才2撮)・下城田寺村(138石5斗9升3合9勺9才4撮)・鷺山村(252石6斗9升7合9勺9才8撮)